# Centro Izquierda Nacional
El Centro Izquierda Nacional (CINC) és un partit polític espanyol. Com descriu el seu nom, se situa al centreesquerra de l'espectre polític i ofereix un projecte comú d'àmbit nacional. Els seus impulsors son Antonio Robles Almeida, Marita Rodríguez i Santiago Trancón.
CINC s'autodefineix com "un partit d'esquerres moderat, allunyat de radicalismes que divideixin a la societat en bàndols". Els seus eixos ideològics son la igualtat social i la llibertat intel·lectual. Va ser fundat l'any 2016 per ocupar l'espai polític d'esquerres en defensa de la Constitució i la unitat d'Espanya.
Des dels seus inicis ha mostrat una actitud crítica cap als nacionalismes, indicant que aquests obstaculitzen la coordinació entre les forces progressistes a nivell global. Els seus fundadors defensen que l'esquerra ha de prioritzar en la lluita social i el liberalisme ha de perseguir l'emancipació de l'individu, sense que la reivindicació nacionalista acapari el debat polític.
El partit es va dissoldre un any després, per integrar-se en el de nova creació dCIDE (Centro Izquierda de España).